# Norvégia történelme

Norvégia történelme i. e. 10 000-ben kezdődött, amikor az utolsó eljegesedés után az első nomád vadász-gyűjtögetők megtelepedtek tengerpartjain. A jégpáncél elolvadása után birtokukba vették a belső, lassan erdősülő területeket is. I. e. 4000-re tehető a mezőgazdaság megjelenése, 2500 körül pedig megérkeztek délről az indoeurópai nyelven beszélő zsinegdíszes kultúra képviselői, a mai norvégok távoli ősei. Az északi népek kereskedelmi és kulturális kapcsolatban álltak a Római Birodalommal, a latin írás alapján fejlesztették ki a saját rúnaírásukat. A viking korban a norvégok megtelepedtek a Britannia északi szigetein és Írországban, felfedezték és benépesítették Izlandot és Grönlandot, valamint az európaiak közül elsőként érték el Amerikát. 1397-ben a három északi királyság, Dánia, Svédország és Norvégia a kalmari unióban egyesült. Svédország 1523-ban kivált az unióból, de Norvégia és Dánia egészen 1814-ig perszonálunióban maradt. A napóleoni háborúk után Norvégia a svéd koronához került, egészen 1905-ig, amikor békés úton, népszavazással kivívta függetlenségét. A világháborúkban Norvégia semleges maradt, ennek ellenére a második világháborúban Németország megszállta. A háború után az ország csatlakozott a NATO-hoz és gyors gazdasági fejlődéssel jóléti államot teremtett. Az 1960-as évek végén olajat találtak az Északi-tengeren, norvég felségterületen, amivel az ország a világ egyik legnagyobb olajexportőrévé vált.

## Őstörténet

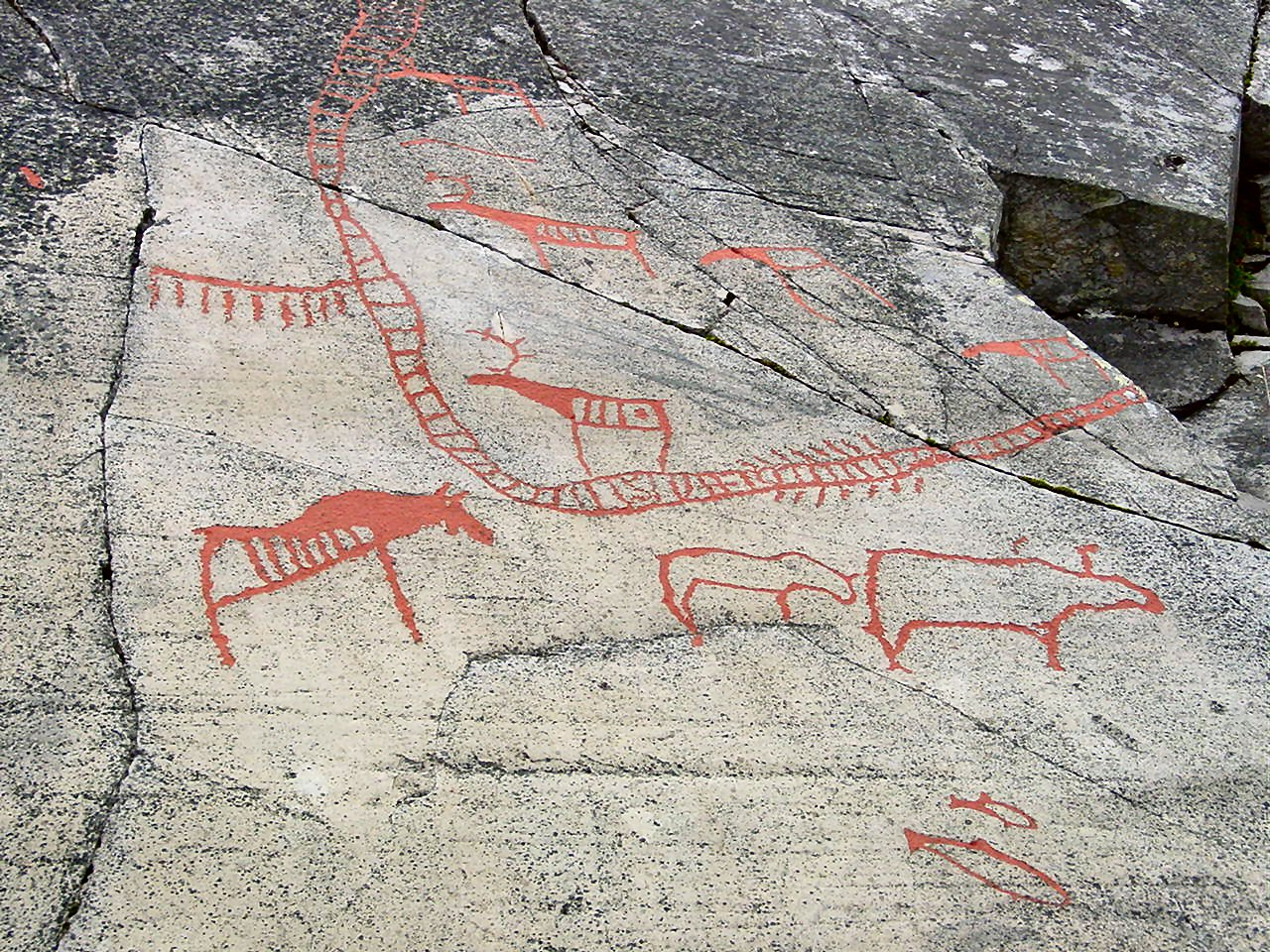
Kőkori rajzok Altában

Norvégia partvidéke mintegy 12 000 évvel időszámításunk előtt kezdett el felszabadulni az utolsó jégkorszak jégpáncélja alól. Az első nomád vadász-halász embercsoportok nem sokkal ezután kezdték el benépesíteni a tengerpartot: a legrégebbi norvégiai emberi telephelyet (Oslótól nyugatra) i. e. 10 400-ra datálták. I. e. 9300-ra elérték a Skandináv-félsziget északi részén levő Magerøya szigetét is. Az északi mezolitikus leletek a Komsa-, míg a dél-norvégiai kőeszközök a Fosna-Hensbacka kultúrához tartoztak. I. e. 7000 körül a Fosna kultúrát a Nøstvet kultúra váltotta fel, amely már alkalmazkodott a melegedő éghajlathoz, az erdőkhöz és a dél felől betelepedő új emlősfajokhoz. A legrégebbi norvégiai emberi maradvány i. e. 6600-ból származik. I. e. 4000 körül az itteni emberek már palaeszközöket és cserépedényeket használtak, ismerték a sít, a szánt és a bőrből készült csónakot.
A mezőgazdaság i. e. 4000 körül kezdődött az Oslofjord környékén. 2500-ra már széleskörűen elterjedt a zab és árpa termesztése, disznók, marhák, kecskék és birkák tenyésztése. Ebben a korban kezdtek megtelepülni Dél-Norvégia partvidékén a zsinegdíszes kultúra népei, akik feltehetően indoeurópai nyelvet beszéltek és így a mai norvég nyelv előfutárainak tekinthetők.

## Bronzkor (i. e. 1800–500)
A bronzkor i. e. 1800 környékén jutott el Norvégiába és együtt járt a primitív ekék és az első valóban állandó települések megjelenésével, különösen az Oslofjord, a Trondheimsfjord, Mjøsa és Jæren vidékén. A termésfölösleg lehetővé tette a gazdag törzsfők kiemelkedését, akik megengedhették maguknak a luxuscikknek számító bronztárgyakat. Az emberek ekkor már hosszúházakban laktak és nagy sírdombokat emeltek a halottaknak. I. e. 1000 körül érkeztek északkelet felől az uráli nyelvet beszélő számik.
I. e. 500 környékén lehűlt az éghajlat. A korábbi szil-, hárs-, kőris- és tölgyerdőket nyír, luc- és erdeifenyő váltotta fel. Ekkoriban kerültek be a kelták révén az első vaseszközök.

## Vaskor (i. e. 500 – i. sz. 800)

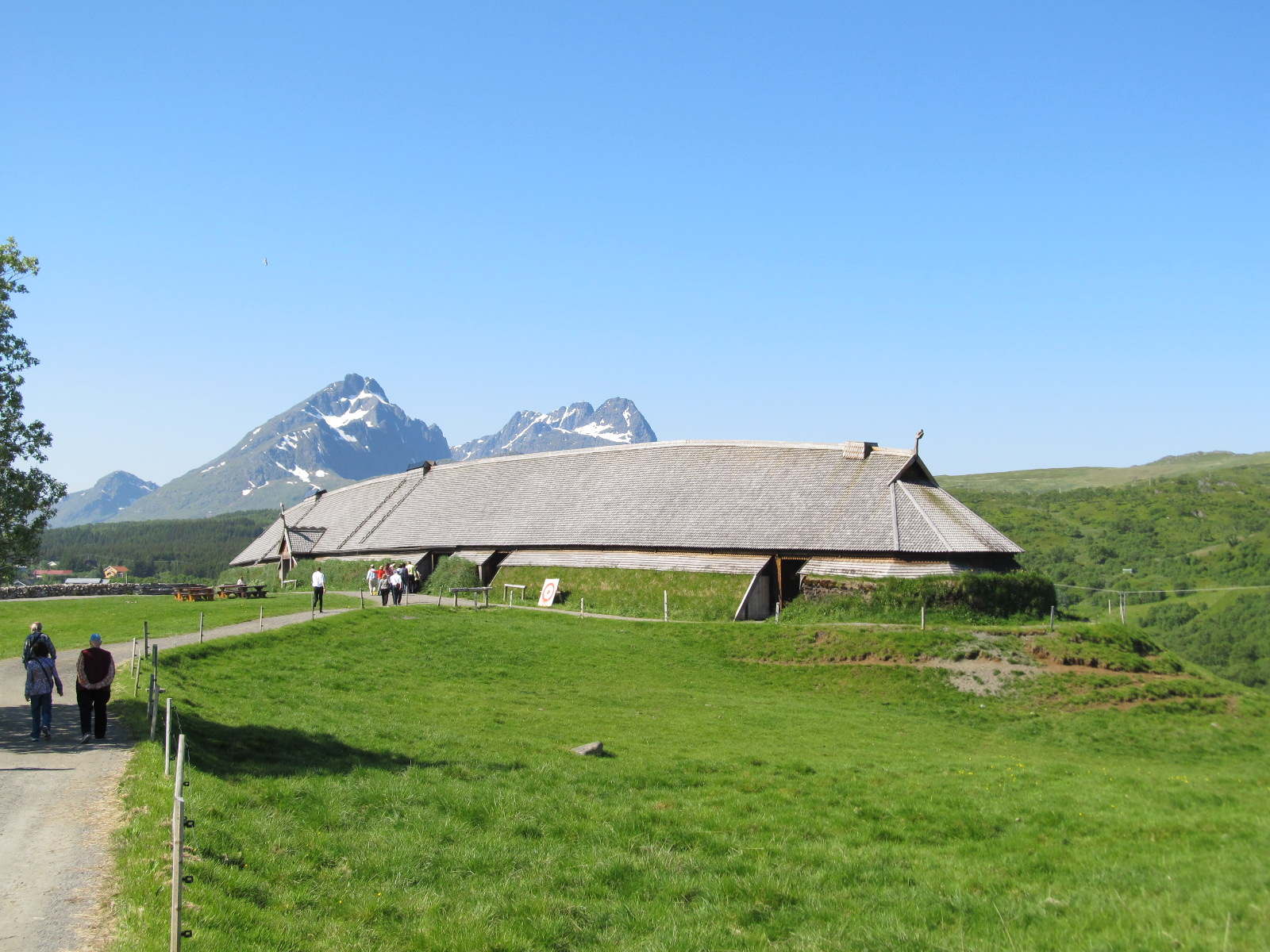
Rekonstruált hosszúház

Az új eszközökkel könnyebbé vált a földművelés és újabb erdőterületeket tisztítottak meg a vetés számára. Nőtt a népesség és egy új társadalmi struktúra alakult ki: a megházasodott fiúk a szüleik hosszúházában maradtak és a nagycsaládokból kialakultak a klánok. A klánok közötti konfliktusokat a szabadok gyűlése, a ting rendezte, amely többnyire egy szent helyen gyűlt össze és meghatározta a bűncselekmények büntetését, többnyire ételben lerovandó bírság formájában.
Az i. sz. 1. századtól kezdve a skandinávok között érezhetővé vált a Római Birodalom kulturális hatása. A latin betűk alapján kialakították a rúnaírást. A kereskedelmi kapcsolatok révén prémeket cseréltek luxuscikkekre. Néhányan a római hadseregben is szolgáltak zsoldosként. A köznép soraiból egyre inkább kiemelkedő törzsfők mutatták be az isteneknek szánt áldozatot és fokozódó gazdagságuk révén fegyveres kíséretet, hirdet tartottak.
A népvándorlás korában 400 és 550 között más germán törzsek északra is terjeszkedtek és a helyi földművelők a törzsfőktől várták a védelmet; ekkoriban több kezdetleges erődöt is emeltek. A 6. században járvány söpört végig Norvégián és több száz tanya teljesen elnéptelenedett. A 7. században a földek újra benépesültek és jelentősen megnőtt az Északi-tengeren át folytatott kereskedelem mértéke is. A kereskedelmet kezükben tartó törzsfők hatalma vagyona jelentősen megnőtt és képesek voltak kiterjeszteni hatalmukat a környező klánokra is.

## Viking kor
A viking kor a skandináv népek terjeszkedésének korszaka volt hódítás, betelepülés és kereskedelem révén. A kor nyitányát hagyományosan a lindisfarnei kolostor kifosztásának idejére, 793-ra teszik. A gyors járatú hosszúhajókon érkező északi harcosok meglepetésszerűen lecsaptak a part menti és a folyók alsó folyásánál elhelyezkedő településekre, kolostorokra és összegyűjtötték az értékeket, valamint rabszolgákat és rabszolganőket hurcoltak haza.
A kevés művelhető területtel rendelkező norvégok hamar kirajzottak és megtelepedtek Shetland, Orkney, Feröer és a Hebridák szigetein. Utóbbiakon saját királyságot alapítottak. A norvég vikingek 800 körül megtelepedtek Írország nyugati partvidékén és egyéb városok mellett megalapították Dublint. Az addig egymással marakodó ír klánok azonban összefogtak és 900-ra kiűzték a norvégokat.

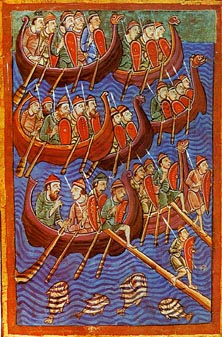
Viking hajósok

A norvégok 870 körül felfedezték Izlandot és 60 évvel később a sziget már 400 törzsfő között volt felosztva. Vörös Erik vezetésével a 980-as években megtelepedtek Grönlandon is. Erik fia, Leif Eriksson 1000 körül felfedezte Új-Fundlandot és elnevezte Vinlandnak. Itt is megkíséreltek települést létrehozni, de az ellenséges őslakosok miatt feladták a próbálkozást.
A 9. század közepétől kezdődött a legnagyobb törzsfők hatalmi harca, amelynek eredményeképpen Széphajú Haraldnak a döntő hafrsfjordi csata után először sikerült egyesítenie a norvég klánokat. Fia, a 930-ban hatalomra jutott Jó Haakon két törvényhozó gyűlést (tinget) hozott létre, Nyugat-Norvégiában a Gulatinget, Trøndelagban pedig a Frostatinget, ahol a szabadok gyűlése a király vezetésével meghozta az ország törvényeit. Haakon létrehozott egy katonaállítással feltöltött királyi hadsereget is, a ledangot. A trónra áhítozó rokonai azonban megölték és utána a belháborúba süllyedő ország egy időre dán uralom alá került.

## Középkor

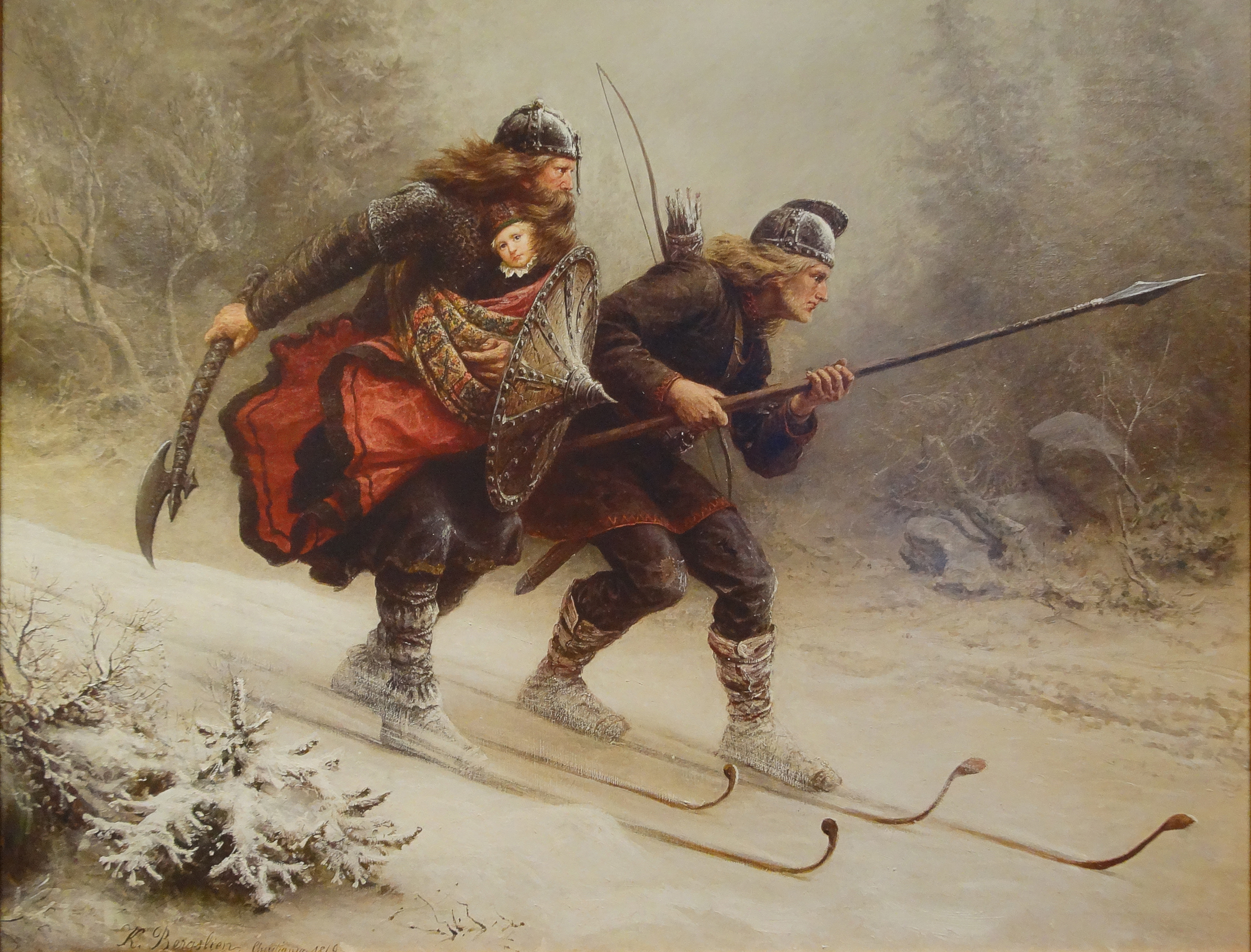
Knud Bergslien: A „nyírfalábúak” (háncsbocskorosok) megmentik a csecsemő Håkon Håkonsson koronaherceget, a későbbi IV. Haakon norvég királyt

A keresztény térítés kezdete és az első templom építése Olav Tryggvason nevéhez köthető, ám ő 1000-ben elesett egy csatában. Olav Haraldsson (vagy Szent Olaf) volt az aki – sokszor erőszakos módszerekkel – végleg megtérítette az országot, templomokat építtetett, lerombolta a pogány szent helyeket és a népgyűlésekkel elfogadtatta az egyházi törvényeket. A pogány törzsfők azonban felkeltek ellene és 1029-ben támogatásukkal Knut dán király elűzte Olafot és elfoglalta a norvég trónt. Halála után III. Harald kivívta az ország függetlenségét és 1066-ban megkísérelte elfoglalni Angliát, de a Stamford Bridge-i csatában elesett; halálát tekintik a viking korszak lezárásának.
1103-ban I. Sigurd kereszteshadjáratot is vezetett a Szentföldre, ám halála után 1130-tól polgárháborúk sora tört ki, elsősorban a tisztázatlan örökösödési törvények miatt. A viszályokba az egyházat is bevonták és ennek hatására jött létre a különálló norvég nidarosi érsekség is 1152-ben. Az örökösök közötti trónharcok egészen 1217-ig tartottak, amikor IV. Haakon végre általánosan elfogadott örökösödési törvényt hozott, bár elszigetelt felkelések még 1240-ben is kitörtek.
1000 és 1300 között a norvég népesség 150 ezerről 400 ezerre nőtt, ami együtt járt az új szántóföldek feltörésével és a meglevők aprózódásával. Míg a viking korszakban a gazdák többsége a saját földjén dolgozott, 1300-ra a földek 70%-a fölött a király, az egyház és a főnemesség rendelkezett. A tulajdonváltás fő oka az volt, hogy az ínséges időkben eladósodott parasztság kénytelen volt az uraknál elzálogosítani a földjét és bérlőkké váltak. A bérlők azonban továbbra is szabadok maradtak, a birtokok tulajdonosai a nagy távolságok és szétszórt szántóföldek miatt kevésbé tudták függésbe kényszeríteni a parasztokat mint európai kortársaik. Egy 13. századi norvég földműves a termés mintegy 20%-át fizette ki adóba a király, az egyház és a földbirtokos részére.

### 14. század
A 13. század elhozta Norvégia aranykorát. Az ország békében élt, a kereskedelem Angliával és Németországgal jelentősen bővült, a királyi hatalom pedig szilárd volt. Az 1349-es pestisjárvány egy év alatt elpusztította az ország lakosságának harmadát, az ezt követő járványokkal együtt pedig 1400-ra a népesség a korábbinak a felére csökkent. Sok település teljesen kihalt, a földet nem tudták megművelni, ezért sokan inkább legeltetéses állattartásba fogtak. Az adóbevételek csökkenése meggyengítette a király hatalmát, sok főnemes pedig annyira elszegényedett, hogy saját magának kellett művelnie a földjét. Hozzájuk viszonyítva az egyház jövedelmei kevésbé csökkentek és hatalma megerősödött. A nidarosi érsek ekkor került be a király államtanácsába.
A 14. században a Hanza-szövetség vált a norvég kereskedelem domináns szereplőjévé és Bergen maga is Hanza-várossá lett. 1380-ban IV. Olaf megörökölte a norvég és dán trónt is, ám 1387-ben fiatalon meghalt és a két országot anyja, I. Margit kormányozta. 1397-ben a svéd Albert ellen lázadó főurak felajánlották az országot Margitnak, ha elűzi a népszerűtlen uralkodót, így Svédország is csatlakozott a két másik északi országhoz, létrehozva a kalmari uniót. A perszonálunió nem vált egyértelműen Norvégia javára, a döntéseket Dániában – melynek népessége ekkor nagyobb volt mint Norvégiáé és Svédországé együttvéve – hozták, és Margit a támogatásukért cserébe fontos kereskedelmi jogokat adott a lübecki Hanza-szövetségnek. Bergen sokáig szinte állam volt az államban. A Hanzával szemben álló Vitális Testvérek kalózszövetség három alkalommal is kifosztotta a várost (utoljára 1427-ben).
Az Oldenburg-dinasztia 1448-as színrelépése után Norvégia még inkább háttérbe szorult. 1502-ben Knut Alvsson a svédek példáját követve fellázadt a dán uralom ellen, de árulással elfogták és kivégezték. Gustav Vasa 1520-ban kezdődő lázadásában, mely Svédország függetlenségéhez vezetett, a norvégok nem vettek részt.

## Dánia-Norvégia
Svédország 1523-ban kilépett a kalmari unióból, ám a dán–norvég perszonálunió fennmaradt a következő háromszáz évben. I. Frigyes király trónra jutása után óvatosan elkezdte bevezetni a lutheránus vallást. A norvégok tiltakoztak ez ellen, lévén a viszonylag szegény országban a katolikus egyház volt az egyetlen nemzeti intézmény, és ráadásul kevésbé volt korrupt, mint másutt. A király ezért megígérte, hogy a norvégok megtarthatják vallásukat. 1529-ben azonban megszegte ígéretét, mire a trondheimi érsek behívta a száműzetésbe kényszerített II. Keresztély királyt — őt azonban a dánok elfogták, és élete hátralevő részét őrizetben töltötte. A Frigyes halála utáni trónviszályban az érsek megpróbált katolikus ellenállási mozgalmat szervezni, de nem talált elég támogatót. III. Keresztély győzelme után az érseket száműzték, és Norvégia 1536-ban királyságból Dánia tartományává vált. 1537-ben megreformálták az egyházat, ingó vagyonát Koppenhágába szállították, birtokainak 40 %-a pedig a király kezébe került. Az írott dokumentumok hivatalos nyelve a dán lett. Az államigazgatás a helyi főnemességtől a király hivatalnokainak kezébe került. 1572-ben kinevezték a norvég kormányzót, hogy az Államtanács helyett vezesse az országot. A nemesek további pozíciókat vesztettek, amikor az 1620-as évektől a hadsereg tisztjei professzionális katonák lettek a feudális rendszerben megszokott földbirtokosok helyett.

Norvégia területi veszteségei a 17. században

A 17. század nagy része dán–svéd háborúkkal telt. Az 1611–13-as kalmari háborúban 8000 norvég parasztot soroztak be a dán hadseregbe. A háborút a dánok nyerték, a svédek lemondtak a Tysfjord és a Varangerfjord annektálásának igényéről. A harmincéves háborúban új katonaállító rendszert vezettek be: az országot 6000 ledg-re osztották, és mindegyiknek adnia kellett egy-egy katonát a király seregébe. A háborúban Dánia veszített, és a svédek jelentős norvég területeket csatoltak el. Az ugyancsak elvesztett második északi háború további területi veszteségekkel járt. 1661-ben bevezették az abszolút monarchiát, amelyben a dán és norvég nemeseknek elvesztették az uralkodóválasztás — jórészt azelőtt is formális – jogát. Az új közigazgatási rendszerben Norvégiát kormányzók által vezetett megyékre osztották fel.
A norvég népesség az 1500-as 150 ezerről 1800-ra 900 ezerre nőtt. A vesztes háborúk következményeként eladósodott király kénytelen volt eladni birtokait, így a földtulajdonos parasztok aránya 20%-ról 50%-ra nőtt. A kis- és középbirtokosok földjeit kisbérlők vették ki, akik száma 1800-ban 48 ezer körül volt. A norvég adók igen alacsonyak voltak, általában a termés 4-10%-át kellett beszolgáltatni. 1736-ban új konfirmációs rendszert vezettek be, amely együtt járt az írni-olvasni tudás általános elterjedésével.
A 16. századtól kezdtek elterjedni a víz hajtotta fűrészmalmok, amik lehetővé tették a hatalmas norvég erdőségek faanyagának kihasználását. Egy 1544-es szerződés alapján a következő 150 évben a hollandok szervezték meg a norvég faanyagkivitelt; Amszterdam norvég gerendákból épült. Ennek a századnak a közepére megtört a Hanza-szövetség hatalma, és Bergen újra norvég uralom alá került. Sok norvég tengerész dolgozott ekkoriban más országok hajóin, az angol–holland háborúkban mindkét oldal hajóin szolgáltak norvég matrózok. Az ország bevételeinek mind jelentősebb részét adta a faanyagexport — a holland és az angol hajókat is jórészt norvég fából építették. A 17. században főleg az angol flottát látták el; a kivitel aggasztó növekedése miatt 1688-ban egy királyi rendelettel a kis fűrészüzemek nagy részét bezárták az erdők kipusztítását megelőzendő, és emiatt a 18. század közepére egy maréknyi nagykereskedő kezébe került az egész faipar. A 17. században a bányászat is fellendült: Kongsbergben ezüstöt, Rørosban rezet bányásztak. Fontos ága volt a gazdaságnak a halászat; a 18. század közepétől lendült fel a sózott tőkehal exportja.
A 18. század közepén a 14 000 lakosú Bergen volt az ország legnépesebb városa. Kétszer annyian laktak itt. mint Christianiában (a későbbi Oslóban) és Trondheimben együtt. A városi kiváltságot élvező települések száma az 1660-as nyolcról 1800-ig huszonháromra nőtt. 1811-ben megalapították az Oslói Egyetemet.

## Svéd–norvég unió

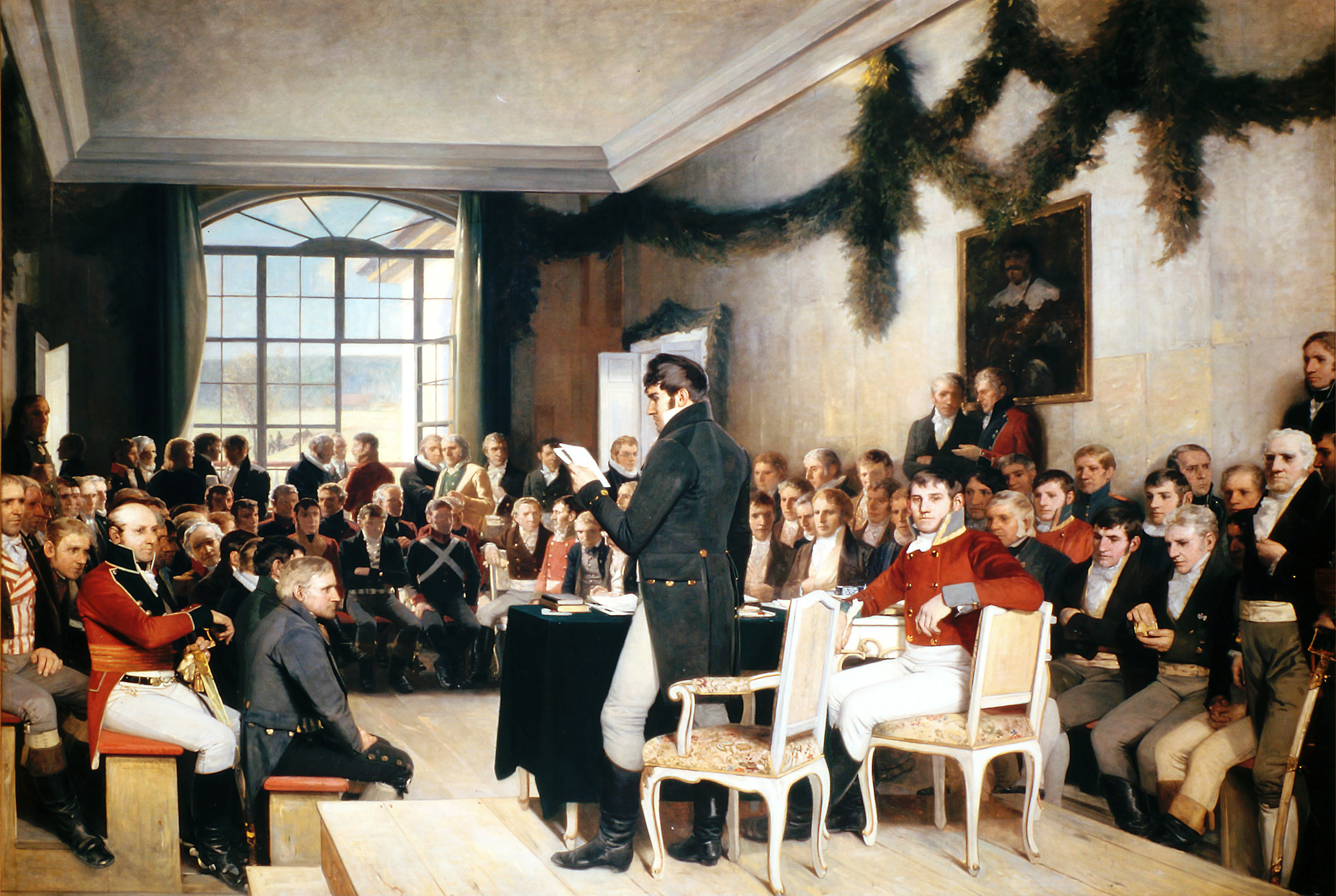
Az eidsvolli alkotmányozó gyűlés (Oscar Arnold Wergeland képe, 1885)

Dánia–Norvégia 1807-ben a franciák oldalán belépett a napóleoni háborúkba. Az ezt követő angol blokád katasztrofális hatással volt a norvég gazdaságra, mert leállította az ország kereskedelmét és az élelmiszerimportot. A svédek a következő évben rátámadtak Norvégiára de a helyiek győzelme után 1809-ben fegyverszünetet kötöttek. A franciaellenes erők győzelme után az 1814-es kieli béke értelmében Norvégia a svéd birtokába került.
A dán trónörökös, Keresztély Frigyes, 1813 óta Norvégia kormányzója, megpróbálkozott egy független Norvégia létrehozásával. Az 1814. április 10-én kezdődött eidsvolli alkotmányozó nemzetgyűlés május 17-én elfogadta az ország liberális alkotmányát és Keresztélyt megválasztotta királynak. A nagyhatalmak azonban nem támogatták a függetlenséget, a svédek pedig egy gyors hadjárattal szereztek érvényt a kieli békének és 1814. november 4-én XIII. Károly svéd királyt egyben norvég uralkodónak nyilvánították.
A svéd uralom ellen protestálók minden évben május 17-én megemlékeztek az alkotmány napjáról, amit a svédek be is tiltottak. Miután 1829-ben katonasággal verték szét a felvonulókat, akkora felháborodás tört ki, hogy a svéd király jobbnak látta lemondatni a kormányzót és engedélyezte az alkotmányra való megemlékezést. 1814-től kezdődően az országban a királynak felelős parlament hozta a törvényeket; a képviselőket a lakosság 5,6%-át kitevő választópolgárok választották meg. 1838-tól a helyi tanácsok összetételét is választással határozták meg.
Az 1840-es években fejlődésnek indult a textilipar, illetve az azt támogató gépipar. Az 1848-as gazdasági válság életre hívta az első szakszervezeteket és a jogegyenlőséget követelő mozgalmat. Az 1840-es és 50-es években a parlament sorra eltörölte a gazdasági kiváltságokat és a belső kereskedelmet könnyítő rendelkezéseket hozott. Christiania lakossága 1855-ben elérte a 40 ezret. Az ország népessége 1865-ben már 1,7 millió volt; a gyors növekedés okai a javuló közegészségügy miatt drámaian visszaeső gyermekhalandóság és a javuló élelmezés (aminek alapját a burgonya és a hering képezte) voltak. A norvégok az 1820-as években kezdtek kivándorolni Észak-Amerikába; 1860-ra ez tömegessé vált. 1930-ig összesen 800 ezer norvég vándorolt ki, többségük az Egyesült Államok középnyugati államaiba.

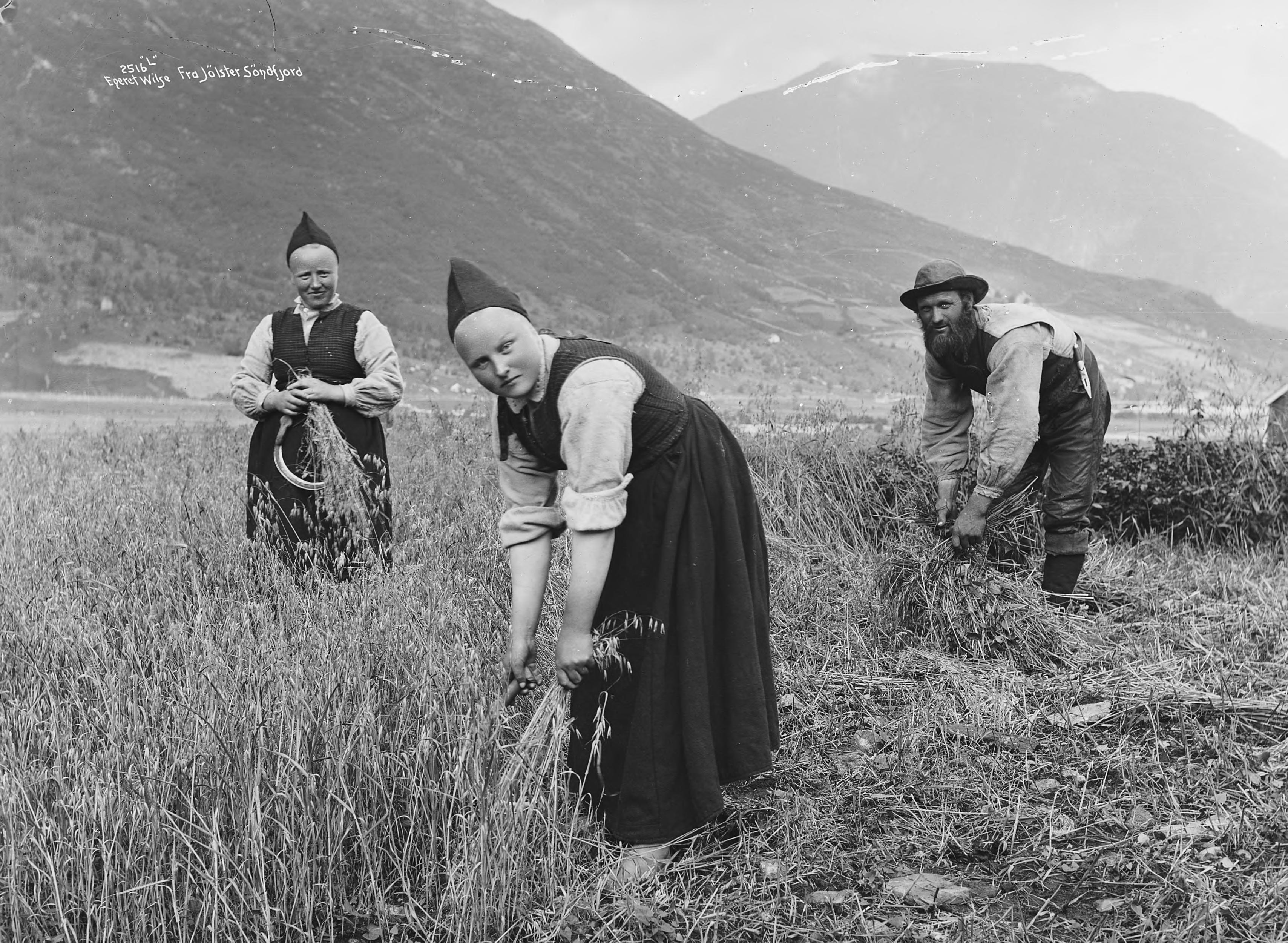
Zabbetakarítás Jølsterben (1880-as évek)

A kivándorlás munkaerőhiányt okozott, amire a tulajdonosok fokozott gépesítéssel válaszoltak. A 19. század második felében jelentősen kibővült az úthálózat és megindultak a part menti gőzhajójáratok. Az első vasút 1854-ben épült Christiania és Eidsvoll között; a következő évben a távíróvonal is kiépült. A faanyagkivitelt segítette a gőzhajtású fűrészmalmok megjelenése az 1860-as években és Norvégia jelentős mennyiségű heringkonzervet, cellulózt és farostot is exportált. Miután eltörölték a brit hajózási törvényt (ami szerint brit kikötőbe csak brit hajó szállíthat), a norvég kereskedelmi hajózás volumene is megugrott. 1880-ra 60 ezer norvég tengerész szolgált a hajókon, amelyek a világ harmadik legnagyobb kereskedelmi flottáját tették ki. 1875-ben Norvégia csatlakozott a skandináv valutaunióhoz és a korábbi tallér (speciedaler) helyett bevezették a koronát; egyúttal a metrikus mértékrendszer is bevezetésre került.
1869-től a parlament évente ülésezett és 1872-től a miniszterek az országgyűlésnek is beszámoltak. 1882 volt az első év, amikor két párt – a liberálisok és a konzervatívok is indult a választáson. 1884-ben a király a többséget szerzett liberális párt vezetőjét, Johan Sverdrupot nevezte ki Norvégia első miniszterelnökévé. A kormány jelentős reformokat vezetett be, kiterjesztette a választójogot a norvég férfiak kb. felére, a nyelvjárások közötti konfliktust feloldva két hivatalos írott formát vezetett be, bevezette az esküdtszéket, a hétéves kötelező oktatást, majd 1889-től első európai országként az általános választójogot (a férfiak számára).
Az 1880-as és 1890-es években megerősödött a munkásmozgalom és számos szakszervezet alakult. Az első munkáspárti képviselőt 1903-ban választották meg. A 19. század végén fokozatosan engedélyezték, hogy a nők is részesülhessenek közép-, majd felsőfokú oktatásban. Az 1890-es években egyre erősödött a függetlenségpárti hangulat, különösen miután Svédország 1897-ben eltörölte a szabadkereskedelmi megállapodást.

## Független Norvégia

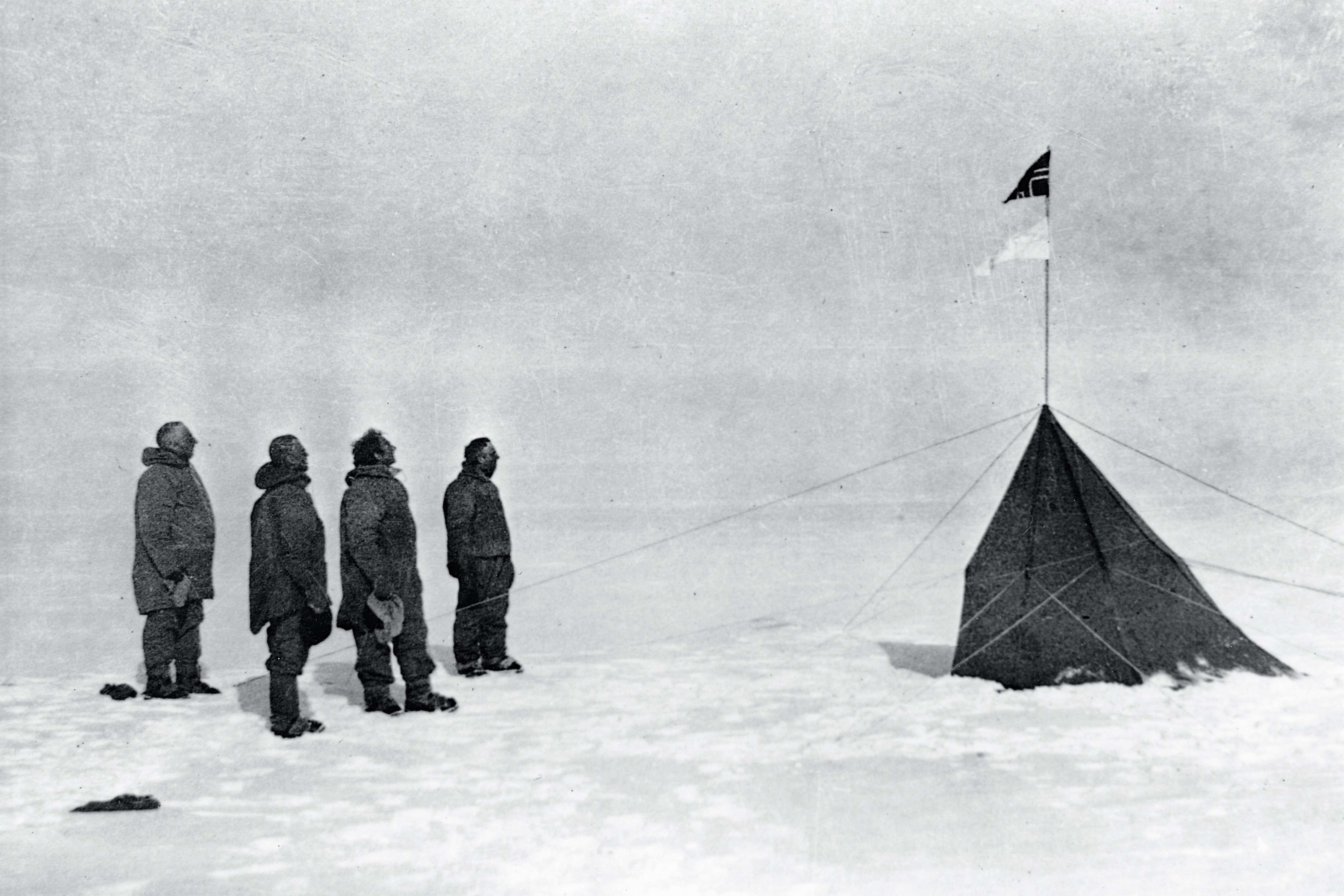
Amundsen expedíciója a Déli-sarkon

1905-ben megalakult a koalíciós Michelsen-kormány és a parlament megszavazta a különálló norvég konzulátusok felállítását. A király visszautasította a törvényt, mire június 7-én a parlament egyhangúlag kimondta az unió felbontását. Az ezt követő népszavazáson mindössze 184-en szavaztak a Svédországgal való unióra. A kormány Károly dán hercegnek ajánlotta fel a norvég trónt, aki aztán VII. Haakon néven uralkodott. A következő tíz évben fontos szociális intézkedéseket hoztak, bevezették a táppénzt, a gyárak munkavédelmi ellenőrzését és a tízórás munkanapot. A nemzeti erőforrások védelme céljából korlátozták a külföldiek bánya-, erdő- és vízesés-tulajdonlását (utóbbit a vízerőművek miatt). 1913-ban a világon másodikként a nők választójogot kaptak. A 19. század végén és a 20. század elején a norvégok nagy szerepet játszottak a sarkkutatásban, közismert Fridtjof Nansen, Roald Amundsen és Otto Sverdrup neve. Amundsen volt az első, aki 1911-ben elérte a Déli-sarkot.
Norvégia függetlenné válásakor kinyilvánította semlegességét is. Nem vett részt az első világháborúban, de kereskedelmi szállításaival az antantot segítette. Bár legalább 2000-en odavesztek a német tengeralattjáró-támadások következtében, Norvégia jelentős haszonra tett szert a hadi szállítmányokból. A háború után a norvég gazdaság több válsággal is szembenézett, általánosak voltak a sztrájkok és a hibás monetáris politika miatt defláció sújtotta a gazdaságot. A nagy gazdasági válság idején 10% körüli volt a munkanélküliség. 1915 és 1939 között 80%-kal nőtt az ipari termelés; ennek ellenére a munkahelyek száma változatlan maradt.
1918 és 1935 között Norvégiának kilenc kormánya volt, szinte valamennyi kisebbségben kormányzott és átlagosan 18 havonta váltották egymást.

## A második világháború

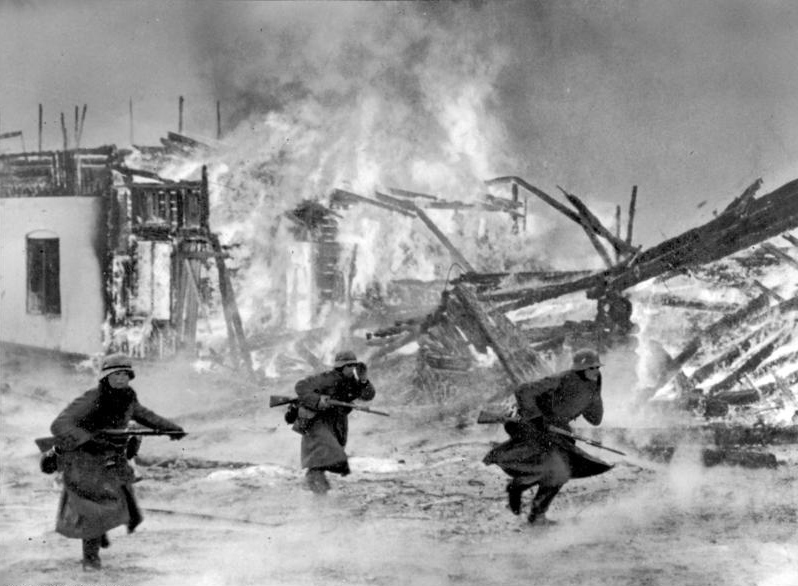
Német katonák egy égő norvég faluban (1940)

A háború kitörésekor az ország kinyilvánította semlegességét. Ennek ellenére mind Németország, mind Nagy-Britannia elindította a megszállási hadműveleteket. A németek 1940. április 9-én megtámadták Norvégiát. A norvég és brit csapatok ellenállását legyűrték és a németek egészen a háború végéig megszállva tartották az országot. Hitler elsősorban a német flotta és légierő számára kívánt támaszpontokat szerezni az Északi-tengeren és az Atlanti-óceánon vívott háború számára; de később innen támadták a szovjeteknek küldött segélykonvojokat is.

### Az emigráns kormány
A kormány és a királyi család Londonba menekült. Az emigráns kormány a szövetségeseket segítette, világszerte fenntartotta követi és konzuli kapcsolatait és az átállt kereskedelmi flottát irányította; ezenfelül megszervezték a norvégiai ellenállást. A háború kitörésekor Norvégia rendelkezett a világ negyedik legnagyobb kereskedelmi hajóparkjával. A németek ennek kb. 20%-át elfogták, de a többit, mintegy 1000 hajót a kormány lefoglalta és a szövetségeseknek végzett velük teherszállítást. A német támadás hosszú távú hatásaként az ország feladta addigi semleges politikáját és 1949-ben alapító tagja volt a NATO-nak.

### A Quisling-rezsim
Az anyaországban eközben a Nemzeti Egységpárt fasiszta párt vezetője, Vidkun Quisling miniszterelnöknek nyilvánította magát. Josef Terboven Reichskomissar azonban félreállította és direkt német kormányzást vezetett be, egészen 1942-ig, amikor brutális megtorlásai miatt a norvég felkeléstől tartó Hitler utasította, hogy állítson fel egy nemzeti kormányt. A kollaboráns vezetés miniszterelnöke Quisling lett. A megszállás alatt mintegy 30 ezer embert börtönöztek be, ugyanakkor 55 ezren csatlakoztak az egyetlen legális párthoz, a Nemzeti Egységpárthoz. A Legfelsőbb Bíróság azonban lemondott és a sportvezetők és püspökök sem voltak lojálisak a náci rezsimhez. 1943-tól megkezdődött a Londonból koordinált ellenállási mozgalom. Norvégia lojalitását egészen a háború végéig 360 ezer német katona biztosította.

## A háború után
A felszabadulás után 53 ezer embert ítéltek el kollaborációért és 25-öt kivégeztek. Közvetlenül a háború után megindult egy skandinavista egyesülési folyamat, melynek során 1946-ban létrejött Dánia, Svédország és Norvégia közös légitársasága, a SAS (Scandinavian Airlines System) és 1952-ben az Északi Tanács és az Északi Útlevélunió. A háború utáni újjáépítés révén 1950-i Európában Norvégia produkálta a legnagyobb gazdasági növekedést, amihez nagyban hozzájárult a Marshall-terv révén kapott 400 millió dollárnyi amerikai segély. Az állam jelentősen beavatkozott a gazdaságba, jegyrendszerrel visszafogták a lakossági fogyasztást, állami acél- és alumíniumgyártó műveket, állami bankokat és befektetési alapokat hoztak létre. 1952-ben Oslóban rendezték meg a téli olimpiát.
Norvégia támogatta az ENSZ létrehozását és annak első főtitkára is az emigráns kormány külügyminisztere, Trygve Lie lett. 1949-ben alapító tagja volt a NATO-nak, bár soha nem engedélyezte, hogy területén idegen katonák vagy nukleáris fegyverek állomásozzanak; részben azért is, hogy elkerülje a közvetlenül szomszédos Szovjetunió provokálását.
Csak 1960-ban oldották fel a gépkocsik vásárlásának korlátozását; ugyanebben az évben az ország csatlakozott az Európai Szabadkereskedelmi Társuláshoz. Szintén 1960-ban indult meg az első televízióadás. Felhagytak a számik elnorvégosításával és 1964-ben megalakult a számik nemzeti tanácsa. Jelentősen fejlődött a nehézipar, a 60-as években Norvégia vált Európa legnagyobb alumínium- és a világ legnagyobb vasötvözet-exportőrévé. 1968-ban megalapították Trondheim és Tromsø egyetemeit. 1962-ben megalakult az ország első nemzeti parkja, a Rondane Nemzeti Park és 1972-ben a világon elsőként felállították a környezetvédelmi minisztériumot.

## Az olajkorszak

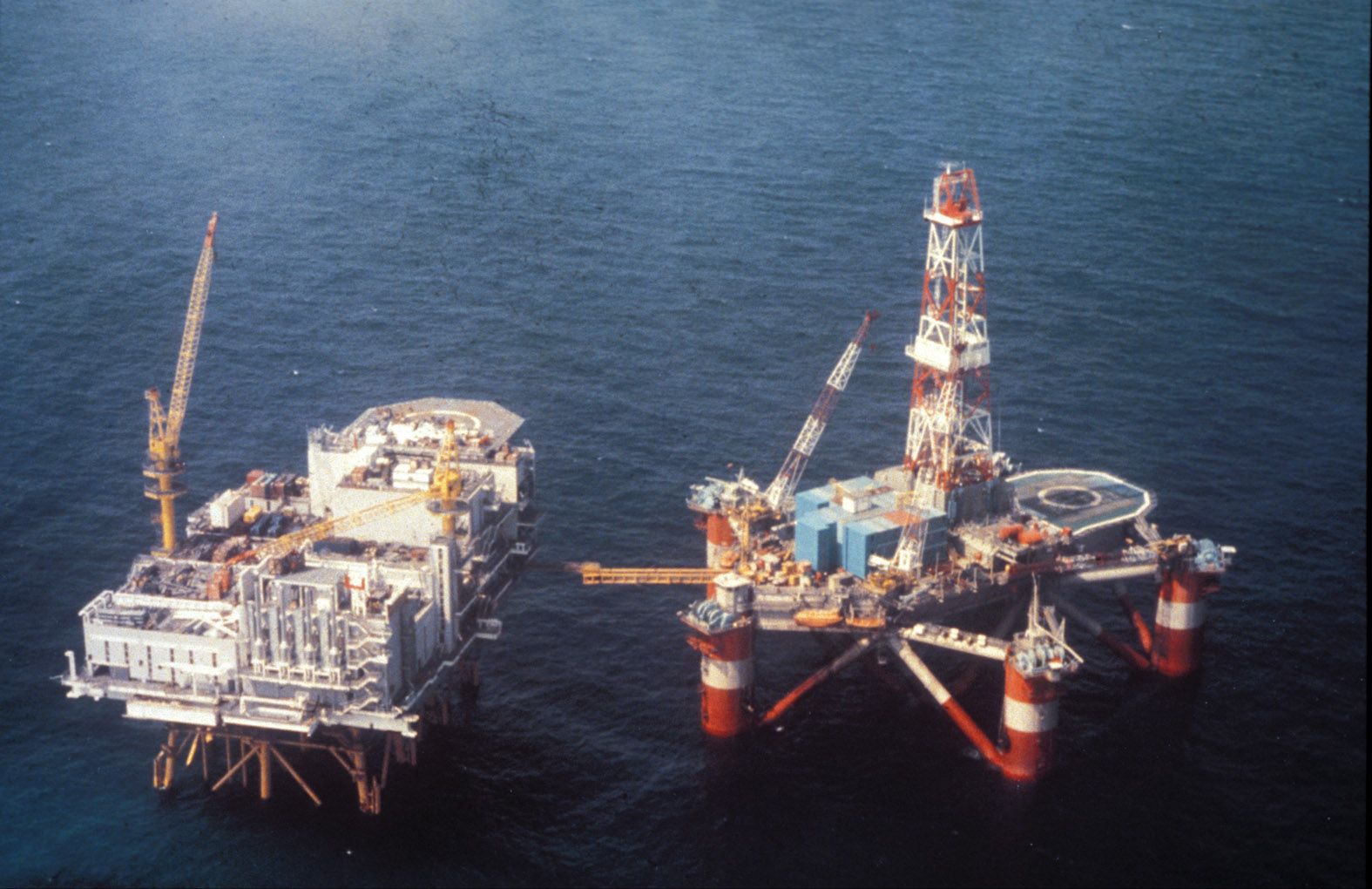
Norvég olajfúrótornyok

1966-ban kezdődött a kőolaj kutatása az Északi-tengeren és a Phillips Petroleum 1969-ben rábukkant a világ tíz legnagyobb olajmezője között levő Ekofisk-mezőre. A kitermelést a külföldi magáncégek, a norvég állam tulajdonában levő Statoil és a részben állami tulajdon Norsk Hydro és Saga Petroleum végzi. A kitermelés során balesetek is történtek, 1977-ben hatalmas olajkitörés okozott környezeti károkat az Ekofisken, 1980-ban pedig egy úszó lakósziget felborulása 123 áldozatot követelt. Az északi-tengeri olajból az államnak és a társuló magáncégeknek hatalmas jövedelme származott.
Az 1970-es években, az olajválság idején kijelölték az ország fennhatósága alá eső 2 millió km²-es kizárólagos gazdasági zónát, aminek pontos határait illetően Dániával és Izlanddal sokáig vitáztak; csak az 1990-es években állapították meg a pontos határokat, sőt a Barents-tengeren csak 2010-ben. 1973 és 1981 között a Munkáspárt kormányozott, amely megreformálta az oktatási rendszert, megnövelte a farmerek állami támogatását, lehetővé tette a nők birtoköröklését és 1978-ban teljesen legalizálták az abortuszt. Már a 70-es évek végétől jelentkezett az a máig tartó probléma, hogy az olajjövedelmek miatti magas bérek rontják a norvég ipar többi ágának versenyképességét.
Az olajipar fellendülésével megindult a bevándorlás. Részben nyugat-európai és amerikai szakemberek, másrészt fejlődő országokból (főleg pakisztáni) képzetlen bevándorlók érkeztek nagy számban. Egy 1975-ös törvény jelentősen korlátozta a bevándorlók letelepedését. A 70-es években az Alta-folyón építendő vízerőmű tiltakozásokat váltott ki a számik és a környezetvédők körében. Bár az erőmű megépült, az ügy nagyban hozzájárult a számik öntudatának megerősödéséhez és 1989-ben megalakult a Számi Parlament.
1995-ben már Norvégia volt a világ második legnagyobb olajexportőre. Az 1994-es népszavazáson elutasították az Európai Unióba való belépést, ugyanakkor csatlakoztak az Európai Gazdasági Térséghez és a schengeni övezethez. 1994-ben Lillehammerben rendezték meg a téli olimpiai játékokat.
A hidegháború végével a norvég fegyveres erők feladata a szovjetek elleni vedelmi feladatok helyett a NATO-akciókban folytatott részvételre változott, Norvégia részt vállalt Jugoszlávia bombázásában, az afgán háborúban és a líbiai polgárháborúban.
2011-ben kezdődött a norvég vajválság, amikor súlyos vajhiány keletkezett Norvégiában, melynek nyomán drámaian megnövekedett a vaj ára.
A 2013-as választásokon megbukott a nyolc éve hatalmon lévő Munkáspárt, és a konzervatívok és a bevándorlásellenes Haladás Párt alakított koalíciót.

## Fordítás
- Ez a szócikk részben vagy egészben  a   History of Norway című angol Wikipédia-szócikk ezen változatának fordításán alapul.  Az eredeti cikk szerkesztőit annak laptörténete sorolja fel. Ez a jelzés csupán a megfogalmazás eredetét és a szerzői jogokat jelzi, nem szolgál a cikkben szereplő információk forrásmegjelöléseként.